# Seekopf (Goldberggruppe)
Der Seekopf ist ein 2414 m ü. A. hoher Vorgipfel des 2528 m ü. A. hohen Kolmkarspitz’ in der Goldberggruppe der Zentralalpen im österreichischen Bundesland Salzburg.

## Lage und Umgebung
Der Gipfel des Seekopfs erhebt sich an der Grenze zwischen den Gemeinden Bad Gastein im Osten und Rauris (Hüttwinkltal) im Westen, knapp westlich des Kolmkarspitz’. Der Bad Gasteiner Teil des Bergs gehört zum Landschaftsschutzgebiet Gasteiner-Tal. Im Norden des Seekopfs erstreckt sich der Obere Bockhartsee, im Osten der Untere Bockhartsee. Im Nordosten befindet sich der 2600 m ü. A. hohe Silberpfennig. An den westlichen Hängen des Seekopfs liegt die zur Ortschaft Bucheben gehörende Filzenalm. In der Nähe des Gipfels verläuft der Wanderweg Senator-Beindorff-Weg zwischen dem Niedersachsenhaus und den Bockhartseen.

## Geschichte
Von der zweiten Hälfte des 14. Jahrhunderts bis ins 17. Jahrhundert wurden am Seekopf Gold, Silber, Pyrit und Arsen abgebaut. Die Blütezeit des Bergbaus war von 1520 bis 1550. Dokumentiert sind 13 Stollen, 16 Halden, ein Schacht und ein Schurf.

## Geologie
Der Gipfelbereich und die südlichen Hänge sind von Glimmerschiefer, Graphitschiefer und Metavulkanit des Tauernfensters (Penninikum) geprägt. An den nördlichen Hängen finden sich Granitgneis und Orthogneis. Solifluktionsloben wie jene nordöstlich des Gipfels des Seekopfs kommen in der Gegend häufiger vor, etwa auch nordöstlich des Gipfels des Aperen Scharecks und südöstlich des Knappenbäudlsees.